# Список переименованных населённых пунктов Молдовы
Данная страница содержит список населенных пунктов Молдавии которые были когда либо переименованы.
С 1989 года тенденцией переименования населённых пунктов Молдавии является румынизация топонимов, то есть вместо русских названий использовать транскрипцию буквами русского алфавита с румынского названия.

## Города
- Романовка → (11.09.1957)[2] Бессарабка → Басарабяска
- Купчинь → (1961) Калининск → (1990) Купчинь
- Гиндешты → (1956) Ленинский → (1992) Гиндешты
- Хынчешты (Ганчешты) → (1940) Котовское → (1941) Хынчешты → (1944) Котовское → (1965) Котовск → (1990) Хынчешты
- Яловены → (25.03.1977)[3] Кутузов → (31.03.1989) Яловены
- Сынжерей → (07.04.1965)[3] Лазовск → (1991) Сынжерей
- Шолданешты → (05.05.1985)[3] Черненко → (1988) Шолданешты
- Бируинца → (23.12.1964)[3] Суворово → (1990) Штефан-Водэ
- Тягянякяча → Тигина → Бендеры
- Кайнары → (13.08.1985)[3] Думбравены → (1991) Каинары
- Вадул-луй-Штефан-Водэ → Вадул-луй-Водэ
- Шкея → Фрумоаса → Кахул
- Старовка → Маркулешты
- Пашкань-пе-Бык → Новая Николаевка → (1926) Новые Анены
- Шоп Тараклия → Тараклия

## Села
- Акендорф → (28.11.1949) Дойна[3]
- Бадику Русское → (25.03.1977) Румянцево[3]
- Безены → (27.08.1966) Донич[3]
- Балан → (21.11.1973) Малиновское (Рышканский р-н)[3]
- Белешты → (23.01.1965) Драгушены[3]
- Бешены → (23.01.1965) Кодру (Теленештский/Лазовский р-н)[3]
- Бишкотары → (02.02.1978) Кодряны[3]
- Борчаг → (03.07.1950) Бируинца (Тараклийский/Конгазский р-н)[3]
- Броаска → (23.01.1965) Флорень[3]
- Буга → (27.04.1977) Долинное[3]
- Быздыга → (27.04.1977) Луминица[3]
- Валя Жданулуй → (23.01.1965) Виктория[3]
- Валя Попий → (23.01.1965) Норочень[3]
- Варвары → (03.02.1986) Приозерное[3]
- Вертюжаны → (11.06.1964) Приднестровское (Каменский р-н)[3]
- Войнеску → (10.09.1946) Победа (Котовский р-н)[3]
- Волчинец → (23.01.1965) Маевка[3]
- Ворошиловка → (10.04.1958) Октябрьское (Каменский р-н)[3]
- Гиздита → (23.01.1965) Фынтыница[3]
- Гика-Водэ → (28.10.1949) Мичурино[3]
- Деневица → (03.07.1950) Светлый[3]
- Дечебал → (07.02.1946) Малая Татаровка (Дондюшанский/Згурицкий р-н)[3]
- Долна → (20.05.1949) Пушкинo[3] → Долна
- Драгуш-Водэ → (03.09.1951) Ильичевка[3]
- Дундук → (09.11.1961) Мирное[3]
- Душман → (1948)[4] Ворошиловка → (23.01.1961) Октябрьское (Глодянский р-н)[3]
- Ион-Братиану → (28.11.1946) Котовское (Сорокский/Бельцкий р-н)[3]
- Кайтановна → (28.10.1949) Первомайское[3]
- Кардаш → (03.07.1950) Фрумушика (Комратский/Конгазский р-н)[3]
- Карл Второй → (11.03.1955) Степное (Глодянский р-н)[3]
- Кетрос-Немец → (03.07.1950) Вильямс (Новоаненский р-н)[3]
- Кегрос-Бык → (13.09.1962) Кетрос (Новоаненский р-н)[3]
- Кизил(ь) → (28.12.1949) Бируинца (Суворовский/Волонтировский р-н)[2][3]
- Киркаешты → (20.08.1976) Новые Киркаешты[3]
- Кишкарены → (08.07.1955) Лазо (Лазовский р-н)[2] → (1992) Кишкарены
- Кобылка → (22.08.1968) Кодрянка (Страшенский р-н)[2]
- Колония-Рышканы → Малиновское (Рышканский р-н)[5]
- Кочургой → (03.07.1950) Спикоаса (Тараклийский р-н)[2][4]
- Коючень → (23.01.1965) Прутень (Фалештский р-н)[2]
- Куза-Водэ → (1948)[2] Ворошиловка (Бельцкий р-н)[4] → (23.01.1961) Лазо[3]
- Куза-Водэ → (29.09.1949) Димитровка (Чимишлийский р-н)[2][4]
- Курлены → (03.02.1986) Подгорены (Резинский р-н)[3]
- Кымпень → (? г.) Александерфелд[6]
- Курлучены → (03.02.1986) Фэгурены (Страшенский р-н)[3]
- Кырланены → (03.07.1950) Котовский (Тараклийский р-н)[2][4]
- Кырланы → (23.01.1965) Стежарены (Каларашский / Страшенский р-н)[3]
- Манукбеевка → (23.01.1965) Фрумушика (Леовский район)[2]
- Мариенфельд → (23.01.1965) Первомайск (Чимишлийский р-н)[2]
- Митрополит → (18.12.1946) Порумбрей[2][4]
- Михай-Браво → (28.11.1946) Михайловка (Флорештский р-н)[3]
- Михайловка → (20.06.1984) Новая Михайловка (Рыбницкий р-н)[3]
- Михия-Водэ → (29.09.1949) Чапаевка (Тырновский р-н)[2][5]
- Моловата → (25.01.1978) Новая Моловата (Дубоссарский р-н)[3]
- Мындык → (23.01.1965) Ливэдень (Дрокиевский р-н)[2]
- Надушита → (10.05.1963) Грибова (Дрокиевский р-н)[2]
- Нейфельд → (30.03.1950) Ткаченко (Дубоссарский р-н)[2][4]
- Николаевка → (11.06.1964) Ильичёвка[2]
- Николаевка → (23.01.1965) Вылчеле (Леовский р-н)[2]
- Ниорканы → (03.02.1986) Поеница (Дондюшанский р-н)[3]
- Новоселовка → (17.03.1983) Котовское (Оргеевский р-н)[3]
- Новая Циганка → (11.06.1964) Новая Стояновка (Кахульский р-н)[2]
- Новые Кирганы (Кирканий Ной) → (08.06.1958) Лебеденко[2][4]
- Опинка → (07.05.1945) Суворовка (Фалештский[2]/Лазовский р-н[4])
- Первомайск → (23.01.1965) Березовка (Дондюшанский р-н)[2]
- Пятра → (29.07.1949) Лазо (Оргеевский р-н)[2][4]
- Редю 1 → (03.02.1986) Редю-де-Сус (Фалештский р-н)[3]
- Редю 2 → (03.02.1986) Редю-де-Жос (Фалештский р-н)[3]
- Режина-Мария (Хынчештский р-н) → (29.09.1949) Семёновка (Леовский/Карпиненский р-н)[2][4]
- Рошканы → (20.06.1984) Рошканий-де-Сус (Резинский р-н)[3]
- Синодиновка → (28.09.1950) Первомайск(ое) (Лазовский р-н)[2][4]
- Слэнина → (23.01.1965) Лозень (Дрокиевский р-н)[2]
- Спариец → (26.03.1982) Шипотень (Котовский р-н)[3]
- Старая Сынжерея → (07.04.1965) Лазовск (Лазовский р-н)[2]
- Стурдзены → (23.01.1965) Украинка[2]
- Сурик → (02.02.1978) Мугурень (Чимишлийский р-н)[3]
- Сфынта Винерь → (28.11.1949) Фрунзе (Страшенский р-н)[2][4]
- Тельпиз → (03.07.1950) Димитрово (Тараклийский[4]/Комратский р-н[2])
- Троян → (07.02.1946) Новая Слободзея (Атакский р-н)[2][4]
- Трубаевка → (26.03.1982) Южное (Вулканешстский р-н)[3]
- Фламында → Каля Ноуэ (Баймаклийский р-н)[5]
- Фундоая → (03.02.1986) Майское (Флорештский р-н)[3]
- Фунду-Кули → (23.01.1965) Изворень (Унгенский р-н)[2]
- Цареград → (30.10.1945) Главан (Дрокиевский р-н)[2][4]
- Ченуша → (23.01.1965) Фрунзены (Флорештский р-н)[2]
- Чикур → (03.07.1950) Рошица (Тараклийский р-н)[2][4]
- Эменталь → (29.09.1949) Первомайск (Каушанский р-н)[2][4]
- Якобсталь → (26.09.1947) Алава (Каушанский р-н)[2][4]
- Якобсталь → (28.11.1949) Лазо (Каушанский р-н)[2][4]
- Ындэрэтничь → (05.05.1985) Нукэрень (Теленештский р-н)[3]
- Александру Иоан Куза → (1940?) Хаджи-Абдул → (21.12.1960)[2] Суворово (Вулканешстский р-н) → (1990) Александру Иоан Куза
- Котовск → Реджина-Мария (Сорокский р-н) ?